# Patellogastropoda
Die Patellogastropoda sind eine Ordnung, die der Unterklasse Eogastropoda der Schnecken zugerechnet wird. Sie beinhaltet die sogenannten „Echten Napfschnecken“. 

## Definition
Die Eogastropoda bzw. die Patellogastropoda sind nach Ponder & Lindberg (1997) durch folgende apomorphe Merkmale gekennzeichnet. Die Merkmale sind mit Ausnahme der Gehäusemerkmale in den fossilen Gruppen meist nicht nachweisbar. Für die Patellogastropoda gelten damit dieselben Weichteilmerkmale:
- Blutgefäße verlaufen durch die Schalenmuskeln
- kein Propodium im Adultstadium
- einfache Nieren auf der rechten Seite des Pericardiums
- Kiefer aus zwei Loben, die dorsal verschmolzen sind
- die Anzahl der zahntragenden Knorpel (der Radula) sind von 3 oder mehr Paaren auf zwei Paare reduziert
- Nervensystem: Fußknoten um den Fuß angeordnet, wenige Verbindungen
- Statozysten dorsal (oder etwas versetzt nach hinten) über den Fußganglien

Die Stellung der Patellogastropoda als Schwestergruppe der übrigen rezenten Gastropoden ist nicht unumstritten. Nach neueren molekulargenetischen Daten ergibt sich eine Stellung innerhalb der Vetigastropoda.

## Systematik
- Ordnung Patellogastropoda 
  - Überfamilie Patelloidea Rafinesque, 1815
    - Familie Patellidae Rafinesque, 1815

  - Überfamilie Nacelloidea Thiele, 1891
    - Familie Nacellidae Thiele, 1891

  - Überfamilie Lottioidea Gray, 1840
    - Familie Lottiidae Gray, 1840
      - Jungfräuliche Napfschnecke (Tectura virginea)

    - Familie Acmaeidae Forbes, 1850
    - Familie Lepetidae Gray, 1850

  - Überfamilie Neolepetopsoidea McLean, 1990
    - Familie Neolepetopsidae McLean, 1990
    - Familie Damlinidae Horny, 1961
    - Familie Lepetopsidae McLean, 1990